# Ruud Luchtenveld
Rudolf (Ruud) Luchtenveld (Amersfoort, 8 mei 1956) is een Nederlandse jurist en oud-politicus. Hij was tussen 1991 en 2014 actief in de Tweede Kamer, de Provinciale Staten van Utrecht, en de lokale politiek van Amersfoort en Lelystad.

## Loopbaan
- Juridisch stafmedewerker Kamer van Koophandel en Fabrieken Eemland, van 1980 tot 1982
- wetgevings-Jurist stafafdeling Constitutionele Zaken en Wetgevingsaangelegenheden (sectie regering en parlement) ministerie van Binnenlandse Zaken, van 1982 tot 1986
- Lid gemeenteraad van Amersfoort, vanaf 1982
- Wethouder (van volksgezondheid, milieu, recreatie en toerisme en mediabeleid) van Amersfoort, van april 1986 tot mei 1990
- Advocaat en procureur, van 1990 tot 1994
- Lid Provinciale Staten van Utrecht, van maart 1991 tot mei 1994
- Wethouder (van volkshuisvesting, ruimtelijke ordening, woonruimteverdeling en stadsontwikkeling) van Amersfoort, van mei 1994 tot 26 augustus 1997
- Wethouder van Amersfoort (van ruimtelijke ordening, wonen en verkeer, tevens locoburgemeester), van april 2006 tot april 2010
- Wethouder van Lelystad (van financiën, ruimtelijke ordening en stadsontwikkeling, tevens locoburgemeester), van april 2010 tot mei 2014
- Lid Tweede Kamer der Staten-Generaal, van 26 augustus 1997 tot 19 mei 1998
- Lid Tweede Kamer der Staten-Generaal, van 25 augustus 1998 tot 23 mei 2002
- Lid Tweede Kamer der Staten-Generaal, van 26 juli 2002 tot 22 januari 2003
- Lid Tweede Kamer der Staten-Generaal, vanaf 3 juni 2003 tot juni 2006

## Wetsvoorstel
Ruud Luchtenveld nam in de Tweede Kamer het initiatief tot een wetsvoorstel 29676 over voortgezet ouderschap na scheiding en de regulering van snelle scheidingen zonder rechterlijke tussenkomst.
Het eerste ontwerp dateert van 1 juli 2004. Na in de Tweede Kamer uitvoerig te zijn geamendeerd werd het daar met een flinke meerderheid aangenomen. De Eerste kamer keurde het echter op 20 juni 2006 af.
Luchtenveld merkte daarover het volgende op: "De senatoren zijn gezwicht voor een voortdurende lobby vanuit de advocatuur en rechterlijke macht om advocaten en rechters bij echtscheidingen in beeld te houden".